# Tony McCarroll
Anthony McCarroll (Mánchester, Inglaterra, Reino Unido; 4 de junio de 1971) es un músico británico. Fue el primer batería y uno de los fundadores de Oasis, perteneciendo desde 1991 hasta 1995.
Nacido en Mánchester, Inglaterra, McCarroll se unió a Oasis en 1991, que estaba conformada por Paul Arthurs, Paul McGuigan y Chris Hutton, que luego fue reemplazado por Liam Gallagher. El hermano de Liam, Noel Gallagher, se unió después y llegó con muchas canciones que luego hicieron famoso a Oasis.
Tal vez McCarroll se debió haber dado cuenta de las tensiones con el resto de la banda cuando fue enterrado vivo en el video "Live Forever (UK)" de 1994. La tensión creció mucho entre él y Noel, especialmente por el incidente de los £1,000, como la banda lo llamó, el que ocurrió luego de que Noel se negara a gastar dinero de la banda en instrumentos para la batería. Noel nunca habla de él en las entrevistas y critica mucho sus habilidades como baterista.
A McCarroll le dijeron que abandonara la banda en 1995 tras varios rumores que decían que había tenido una pelea con Liam, pero él siempre lo negó.
El 30 de abril de 1995 fue anunciada la salida de McCarroll. Noel dijo que le gustaba Tony pero que no podría tocar las nuevas canciones. McCarroll fue reemplazado por Alan White.
En 1999 contrata un abogado (Jens Hills) para demandar a Oasis por £18m, argumentando que le debían dinero del contrato con Creation. Luego llegó a un acuerdo por £600,000 en marzo de 1999.
Cuando Paul McGuigan dejó Oasis, McCarroll fue uno de los que se ofreció para ocupar su lugar, pero Noel se opuso.
Ahora McCarroll tiene una banda con su hermano.
Tom McCarroll anunció un libro llamado "Oasis: The Truth, the Noel Truth, is Nothing Like the Truth" (en español "Oasis: La Verdad, la verdad de Noel, no es nada como la verdad"), lanzado a la venta oficialmente el 4 de octubre de 2010. Este libro, según McCarroll habla sobre quién es en realidad Noel Gallagher. El baterista cuenta bajo su perspectiva el periodo mientras formó parte de la banda y cómo fue su salida. 
- Datos: Q2455570